# Pseudonicsara bomberi
Pseudonicsara bomberi är en insektsart som beskrevs av Sigfrid Ingrisch 2009. Pseudonicsara bomberi ingår i släktet Pseudonicsara och familjen vårtbitare. Inga underarter finns listade i Catalogue of Life.